# Староурусовка
Староуру́совка (ног. Мырза аул) — село в Красноярском районе Астраханской области России. Входит в состав Бузанского сельсовета. Более 73% населения села составляют ногайцы-карагаши.

## География
Село находится в юго-восточной части Астраханской области, на правом берегу протоки Бузан дельты реки Волги, на расстоянии примерно 47 километров (30 км по прямой) к северо-западу от села Красный Яр, административного центра района. Ближайший к Староурусовке населённый пункт — посёлок Бузан, расположенный в полутора километрах к западу от села.
Абсолютная высота — 24 метра ниже уровня моря. Климат умеренный, резко континентальный. Характеризуется высокими температурами летом и низкими — зимой, малым количеством осадков, а также большими годовыми и летними суточными амплитудами температуры воздуха.

## Население
| 2002 | 2010 | 2011 | 2012 | 2013 |
| ---- | ---- | ---- | ---- | ---- |
| 161  | ↘142 | ↗147 | ↗150 | ↘147 |

По данным Всероссийской переписи, в 2010 году численность населения села составляла 142 человек (76 мужчин и 66 женщин). Согласно результатам переписи 2002 года, в национальной структуре населения татары составляли 59 %, ногайцы — 36 %.
| Национальность | Численность (2010) | Процент |
| -------------- | ------------------ | ------- |
| Ногайцы        | 105                | 73,9%   |
| Татары         | 23                 | 16,2%   |
| Казахи         | 6                  | 4,2%    |
| Русские        | 5                  | 3,5%    |
| Не указана     | 3                  | 2,1%    |
| Всего          | 142                | 100%    |

## Улицы
Уличная сеть села состоит из одной улицы (ул. Джамбула).